# Gurabo (Porto Rico)
Gurabo è una città di Porto Rico situata nella zona centro-orientale dell'isola. L'area comunale confina a nord con Trujillo Alto, a est con Carolina e Juncos, a sud con San Lorenzo e a ovest con Caguas. Il comune, che fu fondato nel 1815, oggi conta una popolazione di quasi 40 000 abitanti ed è suddiviso in 10 circoscrizioni (barrios).